# Ful gas
Ful gas (v izvirniku angleško Rush Hour) je akcijski komični film v režiji Bretta Ratnerja iz leta 1998. V glavnih vlogah igrata Jackie Chan in Chris Tucker. 

## Zaplet
Po zaslugi hongkonškega inšpektorja Leeja (Chan) policiji uspe zapleniti orožje, mamila in ukradene kitajske umetnine v vrednosti pol milijona dolarjev. Kmalu za tem kitajski konzul Han odputuje na diplomatsko misijo v Los Angeles, tam pa njegovo hčerko ugrabijo. FBI zagotovi konzulu, da bodo našli ugrabitelje in mu hčerko vrnili živo in zdravo, vendar Han vztraja, da pri preiskavi sodeluje inšpektor Lee. Primer prevzame agent FBI-ja Carter (Tucker), ki pa Leeja ne prenese.

## Igralci
- Jackie Chan kot inšpektor Lee
- Chris Tucker kot detektiv James Carter
- Tom Wilkinson kot Thomas Griffin/Juntao
- Tzi Ma kot konzul Solon Han
- Ken Leung kot Sang
- Elizabeth Pena kot detektivka Tania Johnson
- Mark Rolston kot agent FBI Warren Russ
- Rex Linn kot agent FBI Dan Whitney
- Chris Penn kot Clive Cod
- Philip Baker Hall kot načelnik William Diel
- Julia Hsu kot Soo Yung